# Gaquenque
Gaquenque (em quiniaruanda: Gakenke) é um distrito da Ruanda situado na província (intara) do Norte. De acordo com o censo de 2012, havia 338 234 habitantes. Se divide em 19 setores (imirengues):
| Setor     | Nome nativo | População (2012) |
| --------- | ----------- | ---------------- |
| Bussengo  | Busengo     | 20 164           |
| Camubuga  | Kamubuga    | 20 758           |
| Carambo   | Karambo     | 12 159           |
| Ciabingo  | Cyabingo    | 17 544           |
| Coco      | Coko        | 16 340           |
| Gaquenque | Gakenke     | 22,670           |
| Gaxeni    | Gashenyi    | 20 067           |
| Janja     | Janja       | 15 804           |
| Mataba    | Mataba      | 14 346           |
| Minazi    | Minazi      | 13 527           |
| Mugunga   | Mugunga     | 20 125           |
| Muondo    | Muhondo     | 20 125           |
| Muiongué  | Muyongwe    | 15 550           |
| Muzo      | Muzo        | 21 378           |
| Nemba     | Nemba       | 15 643           |
| Quivuruga | Kivuruga    | 18 226           |
| Ruli      | Ruli        | 18 516           |
| Russassa  | Rusasa      | 18 250           |
| Ruxaxi    | Rushashi    | 17 806           |